# San Pedro Huaquilpan
San Pedro Huaquilpan es una localidad de México ubicada en el municipio de Zapotlán de Juárez, en el estado de Hidalgo. La localidad pertenece a la zona metropolitana de Pachuca de Soto.

## Geografía
Se ubica entre el Valle de Tizayuca y la Sierra de Tezontlalpan, le corresponden las coordenadas geográficas 19° 59’ 30.116” de latitud norte y 98° 52’ 04.22'” de longitud oeste, con una altitud de 2387 m s. n. m. En cuanto a fisiografía se encuentra dentro de la provincia del Eje Neovolcánico, dentro de los límites de las subprovincias de “Lagos y Volcanes de Anáhuac” y “Llanuras y Sierras de Querétaro e Hidalgo”; su terreno es de llanura y sierra. En lo que respecta a la hidrografía se encuentra posicionado en la región del Pánuco, dentro de la cuenca del río Moctezuma, en la subcuenca del río Tezontepec. Cuenta con un clima semiseco templado.

## Demografía
En 2020 registró una población de 5231 personas, lo que corresponde al 24.13 % de la población municipal. De los cuales 2376 son hombres y 2855 son mujeres. Tiene 1234 viviendas particulares habitadas.